# Marcel Lefebvre
Marcel François Lefebvre (ur. 29 listopada 1905 w Tourcoing, zm. 25 marca 1991 w Martigny) – francuski biskup katolicki, duchacz, który odmówił zaakceptowania niektórych zmian soboru watykańskiego II, szczególnie dotyczących ekumenizmu i kolegialności Kościoła. Nie zaakceptował również reformy mszału dokonanej przez Pawła VI. Założyciel Bractwa Kapłańskiego Świętego Piusa X. W roku 1988 bez zgody papieża Jana Pawła II wyświęcił czterech biskupów, za co ściągnął na siebie ekskomunikę latae sententiae.

## Młodość
Marcel Lefebvre był drugim synem i trzecim dzieckiem René Lefebvre’a (zmarłego w roku 1944 w niemieckim obozie koncentracyjnym w Sonnenburgu) i Gabrielle Wattin (zmarłej w roku 1938).
W roku 1923 rozpoczął studia w seminarium duchownym w Rzymie, z przerwą na odbycie obowiązkowej służby wojskowej w latach 1926–1927. 25 maja 1929 roku został wyświęcony na diakona przez kardynała Basilio Pompilja, a 21 września tego roku na księdza przez biskupa Achille'a Liénarta w Lille. Po przyjęciu święceń kontynuował studia w Rzymie i doktoryzował się w czerwcu 1930 roku.
W sierpniu 1930 roku kardynał Liénart wyznaczył Lefebvre'a na stanowisko kuratora parafii w Lomme na przedmieściu Lille. Lefebvre już wcześniej poprosił o pozwolenie na wstąpienie do Zgromadzenia Ducha Świętego, lecz kardynał nalegał na odroczenie decyzji. W lipcu 1931 roku Liénart zwolnił Lefebvre'a z diecezji i we wrześniu Lefebvre w Orly rozpoczął nowicjat w Zgromadzeniu. Dnia 8 września 1932 ślubował wierność zgromadzeniu na okres trzech lat, ale 28 września 1934 złożył śluby wieczyste.
Jako członek Zgromadzenia Lefebvre objął stanowisko wykładowcy w seminarium św. Jana w Libreville w Gabonie. W roku 1934 został rektorem seminarium. Był przełożonym wielu misji prowadzonych przez Zgromadzenie w Gabonie: św. Michała w Ndjole (od maja 1938 do sierpnia 1939), św. Marii w Libreville (grudzień 1939 – sierpień 1940), św. Pawła w Donguila (sierpień 1940 – kwiecień 1943) i wreszcie św. Franciszka Ksawerego w Lambaréné (kwiecień 1943 – październik 1945). W październiku 1945 roku Lefebvre został wezwany do Francji i objął obowiązki rektora seminarium Zgromadzenia w Mortain.

## Urząd biskupi w Afryce
Pobyt ks. Lefebvre’a we Francji nie trwał długo. 12 czerwca 1947 na polecenie Piusa XII objął wikariat apostolski Dakaru. Przyznano mu tytuł biskupa tytularnego Anthedonu (obecnie Al Blakijja koło Gazy w Palestynie). 18 września 1947 roku został wyświęcony przez kardynała Liénarta na biskupa w swym kościele parafialnym w Tourcoing. Jako wikariusz apostolski Lefebvre był odpowiedzialny za Kościół katolicki w części Senegalu na północ od Gambii. Sytuacja katolików była trudna, tworzyli wspólnotę liczącą 55 tysięcy wiernych na obszarze zamieszkanym przez 2,5 miliona ludzi, z czego 1,5 miliona stanowili muzułmanie, a 25 tysięcy – wyznawcy animizmu. Działalność Lefebvre’a przyniosła rezultaty – wzrosła liczba księży, braci i sióstr zakonnych, zakładano nowe parafie i budowano kościoły.
22 września 1948 roku Lefebvre został nuncjuszem papieskim w Afryce Francuskiej. Był przedstawicielem Stolicy Apostolskiej dla Maroka, południowej Algierii, Mauretanii, Nigru, Sudanu, Czadu, Senegalu, Gabonu, Dżibuti, Madagaskaru i terytorium Reunionu. Reprezentował również papieża na terenie 44 obszarów wyłączonych (jedna diecezja, 26 wikariatów i 17 prefektur apostolskich). Z nową funkcją wiązało się stanowisko arcybiskupa tytularnego Arcadiopolis (Lüleburgaz) w Turcji.
Głównym obowiązkiem nowego nuncjusza była rozbudowa struktur administracji kościelnej w Afryce Francuskiej. Celem Piusa XII było ustanowienie właściwej hierarchii kościelnej – diecezji z biskupami w miejsce prefektur. Lefebvre odpowiadał też za wybór nowych biskupów, za jego nuncjatury mianowano pierwszych biskupów pochodzących z Afryki. 14 września 1955 roku Lefebvre został pierwszym arcybiskupem Dakaru.
Po śmierci Piusa XII papieżem został Jan XXIII, a Lefebvre został wyznaczony do komisji przygotowawczej drugiego soboru watykańskiego. 23 stycznia 1962 roku przeniesiono go na stanowisko biskupa Tulle we Francji, pozwalając na zachowanie tytułu arcybiskupa.

## Odmowa zaakceptowania zmian posoborowych

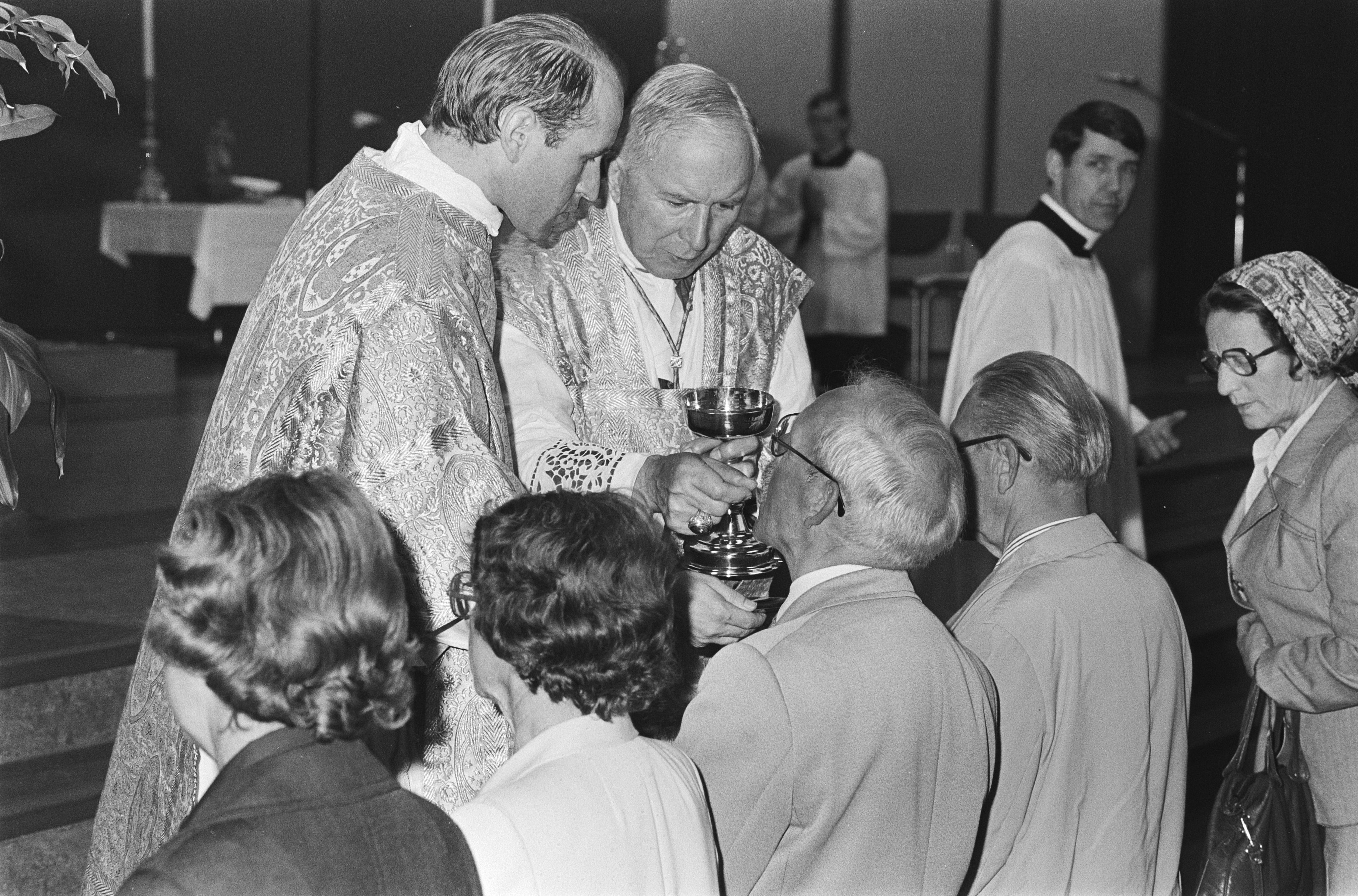
Arcybiskup Marcel Lefebvre z ks. Franzem Schmidbergerem udzielający komunii (Veldhoven, 1981)

Marcel Lefebvre odmówił zaakceptowania zmian następujących po II soborze watykańskim, pociągając za sobą innych, równie konserwatywnych księży francuskich. Część dokumentów soborowych jednakże podpisał. Dopiero później przeszedł do bardziej radykalnej pozycji odrzucającej właściwie cały sobór. Podpisanie przez abp Marcela Lefebvre’a dokumentów soborowych jest powszechnie uznawane jako
poparcie ich treści. Sam abp Lefebvre stwierdził potem, że "dokumenty były przekazywane z ręki do ręki wśród Ojców Soborowych, na których każdy z nich się podpisał, co nie oznaczało głosowania za lub przeciw, a jedynie obecność na zebraniu."
W czasie II soboru watykańskiego arcybiskup Lefebvre uczestniczył wraz z ok. 250 osobami w obradach Cœtus internationalis patrum (odrębna grupa wewnątrz soboru). Wkrótce powstało tradycjonalistyczne seminarium Lefebvre’a w Écône, a niechęć arcybiskupa do koncepcji Kościoła po soborze (ekumenizm i zmieniona liturgia) spowodowała konflikt ze Stolicą Apostolską. Ruch integrystyczny rozwijał się mimo braku akceptacji ze strony Stolicy Apostolskiej. Nie udało się dojść do kompromisu z Marcelem Lefebvre’em ani papieżowi Pawłowi VI, ani Janowi Pawłowi II.

## Święcenia biskupie bez mandatu Rzymu. Ekskomunika
W 1975 r. bez zgody miejscowego ordynariusza udzielił święceń 3 klerykom, co spowodowało utratę przez Bractwo Kapłańskie Świętego Piusa X aprobaty Kościoła. Po powtórnym wyświęceniu kilku kapłanów wobec Marcela Lefebrvre została zastosowana  suspensa a divinis. 30 czerwca 1988 roku nie mając zgody Rzymu (bulli nominacyjnej) udzielił święceń biskupich (sakry) czterem prezbiterom: Bernardowi Fellay, Alfonsowi de Galarreta, Bernardowi Tissier de Mallerias i Richardowi Williamsonowi. Papież Jan Paweł II w motu proprio „Ecclesia Dei” ogłosił, że zarówno przez samego arcybiskupa, jak i 4 biskupów wyświęconych bez mandatu papieskiego, zaciągnięta została ekskomunika latae sententiae (wiążącą mocą samego prawa). Zdaniem papieża ekskomunika objęła również Antoniego de Castro Mayer, emerytowanego biskupa diecezji Campos – współkonsekratora. Bractwo Kapłańskie św. Piusa X, sam arcybiskup oraz jego zwolennicy podają, że ekskomunika była od samego początku nieważna, gdyż zakazany czyn popełnił sądząc, że jest w stanie wyższej konieczności związanej z kryzysem w Kościele, co według Kodeksu prawa kanonicznego zwalnia go z kary ekskomuniki (kan. 1323 pkt 7).
21 stycznia 2009 roku Benedykt XVI zdjął oficjalnie ekskomunikę z czterech biskupów wyświęconych przez arcybiskupa Marcela Lefebvre’a: z przełożonego generalnego FSSPX Bernarda Fellaya oraz Alfonsa de Gallarety, Bernarda Tissier de Mallerais i Richarda Williamsona.

## Ostatnie lata
Na krótko przed śmiercią Liga przeciw Rasizmowi i Antysemityzmowi oskarżyła Marcela Lefebvre’a o propagowanie nienawiści rasowej i wytoczyła mu proces sądowy (arcybiskup Lefebvre z tego powodu został ogłoszony persona non grata w Senegalu). Kardynał Hyacinthe Thiandoum, afrykański hierarcha, wydał pełne oburzenia publiczne oświadczenie w obronie wielkiego misjonarza, arcybiskupa Dakaru, który pozostawił po sobie w Afryce niezapomniane dzieła, a pamięć o nim jest tam wciąż żywa. Prezydent Gabonu również stanął po stronie dobrego arcybiskupa, który spędził w Afryce 30 lat, czyniąc tylko dobro. Został odznaczony wysokimi odznaczeniami państwowymi. Był:
- kawalerem Legii Honorowej;
- komandorem Orderu Chrystusa;
- wielkim oficerem Orderu Narodowego Lwa;
- oficerem Orderu Gwiazdy Równika (Gabon).

Zmarł na nowotwór w wieku 85 lat.

## Pogrzeb
2 kwietnia 1991 r. w Écône (w Szwajcarii) odbyły się ceremonie pogrzebowe z udziałem piętnastu tysięcy wiernych, wielu księży i seminarzystów. Przez swojego kanclerza reprezentowany był kardynał Hyacinthe Thiandoum, arcybiskup Dakaru. Ciało spoczęło w krypcie seminarium w Écône. Na kamieniu grobowca znajduje się napis w języku francuskim – Monseigneur Marcel Lefebvre 1905–1991, Arcybiskup, Biskup-emeryt Tulle, Założyciel Bractwa Kapłańskiego Św. Piusa X – Tradidi quod et accepi (Przekazałem to, co otrzymałem).